# 将司昂親
将司 昂親（まさつかさ こうしん、1984年6月7日 - ）は、青森県西津軽郡深浦町出身で入間川部屋に所属した元大相撲力士。本名は小野 正仁（おの まさひと）、愛称はマサ。身長183cm、体重143kg、血液型はA型。得意手は、突き、押し。最高位は西前頭8枚目（2008年9月場所、2010年9月場所）。2011年の大相撲八百長問題にて引退勧告処分を受け、引退した。

## 来歴
海鵬・安壮富士・安美錦を輩出した相撲道場「天心館」で幼い頃から相撲を始める。深浦町立大戸瀬中学校では相撲部に所属し、青森県立五所川原農林高等学校時代には全国大会に出場するなど活躍した。一時は就職を考えたが相撲部監督から入間川親方（元関脇・栃司）を紹介され、卒業と同時に入間川部屋に入門。2003年1月場所に初土俵を踏んだ。初土俵時には既に身重の妻がいたという年齢制限設置以後では、極めて珍しい所帯持ちの入門者であった。
2003年3月場所には序ノ口で優勝し、翌5月場所でも序二段で終盤まで優勝争いに加わった。初土俵から1年で幕下に昇進。何度か幕下上位で跳ね返されたが、大負けしなかったこともあり、次第に上位でも安定した成績を残せるようになり、2005年7月場所には西幕下3枚目の地位で6勝1敗の好成績を残し、翌9月場所には十両に昇進した。その場所前には妻子がいることを公表したがその後、離婚した。
2006年1月場所は西十両14枚目で6勝9敗と負け越し、幕下へ陥落。しかし1場所で十両復帰を果たした。そして、その場所は休場もあったが千秋楽に十両初の勝ち越し、その後は十両に定着した。
2007年5月場所では東十両4枚目に上昇し、新入幕を目指した場所となったものの踵を痛めてしまい、8日目から11日目まで休場した。翌7月場所は7勝8敗と負け越し、9月場所、11月場所も千秋楽に敗れ負け越したが、2008年1月場所で8勝7敗と1年ぶりの勝ち越しを決めた。この頃から時間一杯の際に塩を大量に撒くようになる。3月場所は自己最多の9勝を挙げた。東十両3枚目で迎えた5月場所は、直前に長男が死亡するという悲運に見舞われたが9勝6敗で勝ち越し、新入幕の7月場所では前頭16枚目で10勝5敗と10勝を目指すという場所前の宣言通りの結果を残した。9月場所から下の名を死亡した長男と同じ「昂親（こうしん）」と改名した。しかしその後は故障が多く、十両での土俵が多くなっている。2010年7月場所では西十両3枚目の位置で13勝2敗の成績を挙げ、自身初となる十両優勝を果たした。9月場所に再入幕して西前頭8枚目に上昇したが、巡業中に左足首を痛めたことが原因でその場所を全休し十両に陥落した。
2010年に再婚。前妻との子1人、現妻の連れ子2人、現妻との子1人を合わせて4児の父となった。
ところが4月1日、大相撲八百長問題に関する相撲協会臨時理事会の結果、引退勧告を受けた。将司はこの処分について、「全部がおかしすぎる。受け入れなかったら、これ以上重い処分にすると、理事長から言われた」とコメントした。今後、相撲協会を提訴する見通しとされたが、4月5日に引退届を提出し受理された。同年4月23日には将司と同様に八百長に関与したとして出場停止2年の処分を受け、自主的に引退した元幕下の恵那司と共に入間川部屋で断髪式を行った。

## 主な成績

### 通算成績
- 通算成績：305勝266敗21休 勝率.534
- 幕内成績：32勝43敗15休 勝率.427
- 現役在位：49場所
- 幕内在位：6場所

### 各段優勝
- 十両優勝：1回（2010年7月場所）
- 序ノ口優勝：1回（2003年5月場所）

### 場所別成績
| | 一月場所 初場所（東京） | 三月場所 春場所（大阪） | 五月場所 夏場所（東京） | 七月場所 名古屋場所（愛知） | 九月場所 秋場所（東京） | 十一月場所 九州場所（福岡） |
| --- | ----------------------- | ----------------------- | ----------------------- | --------------------------- | ----------------------- | --------------------------- |
| 2003年 （平成15年） | （前相撲）              | 東序ノ口27枚目 優勝 7–0 | 東序二段24枚目 6–1      | 西三段目61枚目 5–2          | 東三段目35枚目 4–3      | 東三段目22枚目 4–2–1        |
| 2004年 （平成16年） | 東三段目8枚目 5–2       | 西幕下45枚目 6–1        | 東幕下19枚目 3–4        | 東幕下25枚目 4–3            | 東幕下19枚目 3–4        | 西幕下23枚目 4–3            |
| 2005年 （平成17年） | 西幕下18枚目 6–1        | 東幕下7枚目 6–1         | 西幕下筆頭 3–4          | 西幕下3枚目 6–1             | 東十両11枚目 7–8        | 西十両11枚目 5–10           |
| 2006年 （平成18年） | 西十両14枚目 6–9        | 東幕下2枚目 4–3         | 東十両14枚目 8–5–2      | 西十両12枚目 8–7            | 東十両9枚目 7–8         | 東十両10枚目 8–7            |
| 2007年 （平成19年） | 西十両7枚目 8–7         | 西十両3枚目 7–8         | 東十両4枚目 6–6–3       | 西十両6枚目 7–8             | 西十両7枚目 7–8         | 西十両8枚目 7–8             |
| 2008年 （平成20年） | 東十両10枚目 8–7        | 東十両9枚目 9–6         | 東十両3枚目 9–6         | 東前頭16枚目 10–5           | 西前頭8枚目 5–10        | 東前頭13枚目 6–9            |
| 2009年 （平成21年） | 西前頭14枚目 4–11       | 東十両5枚目 8–7         | 東十両2枚目 7–8         | 東十両3枚目 9–6             | 東前頭16枚目 7–8        | 東十両筆頭 4–11             |
| 2010年 （平成22年） | 西十両6枚目 9–6         | 東十両2枚目 6–9         | 東十両5枚目 8–7         | 西十両3枚目 優勝 13–2       | 西前頭8枚目 休場 0–0–15 | 西十両5枚目 8–7             |
| 2011年 （平成23年） | 西十両4枚目 8–7         | 八百長問題 により中止   | 東十両2枚目 引退 –      | x                           | x                       | x                           |
| 各欄の数字は、「勝ち-負け-休場」を示す。 優勝 引退 休場 十両 幕下 三賞：敢=敢闘賞、殊=殊勲賞、技=技能賞 その他：★=金星 番付階級：幕内 - 十両 - 幕下 - 三段目 - 序二段 - 序ノ口 幕内序列：横綱 - 大関 - 関脇 - 小結 - 前頭（「#数字」は各位内の序列） |                         |                         |                         |                             |                         |                             |

引退時の番付は2011年2月28日発表の順席による。

### 幕内対戦成績
| 力士名 | 勝数 | 負数 | 力士名   | 勝数 | 負数 | 力士名   | 勝数 | 負数 | 力士名 | 勝数 | 負数 |
| ------ | ---- | ---- | -------- | ---- | ---- | -------- | ---- | ---- | ------ | ---- | ---- |
| 阿覧   | 0    | 2    | 岩木山   | 0    | 2    | 垣添     | 3    | 1    | 鶴竜   | 0    | 3    |
| 春日王 | 0    | 1    | 稀勢の里 | 0    | 1    | 北太樹   | 1    | 0    | 木村山 | 0    | 1    |
| 旭天鵬 | 1    | 0    | 光龍     | 2    | 1    | 黒海     | 2    | 0    | 霜鳳   | 0    | 1    |
| 高見盛 | 3    | 0    | 豪風     | 1    | 0    | 玉飛鳥   | 1    | 0    | 玉春日 | 1    | 0    |
| 玉乃島 | 2    | 1    | 玉鷲     | 2    | 0    | 千代白鵬 | 1    | 2    | 出島   | 0    | 1    |
| 時天空 | 0    | 2    | 土佐ノ海 | 0    | 2    | 土佐豊   | 0    | 1    | 栃煌山 | 2    | 2    |
| 栃ノ心 | 2    | 1    | 栃乃洋   | 1    | 2    | 豊響     | 0    | 3    | 武州山 | 1    | 1    |
| 普天王 | 1    | 1    | 豊真将   | 0    | 2    | 北勝力   | 0    | 2    | 山本山 | 1    | 1    |
| 嘉風   | 1    | 3    | 若の里   | 0    | 1    |          |      |      |        |      |      |

## 改名歴
- 小野 正仁（おの まさひと）2003年1月場所-2003年5月場所
- 将司 正（まさつかさ ただし）2003年7月場所-2008年7月場所
- 将司 昂親（- こうしん）2008年9月場所-2011年4月